# Шалыгин, Вячеслав Владимирович
Вячеслав Владимирович Шалыгин (род. 9 февраля 1968 года в Новосибирске) — российский писатель-фантаст, член Совета по фантастической и приключенческой литературе при Союзе писателей России.

## Биография
Вячеслав Шалыгин родился в Новосибирске в семье медиков. После окончания школы он поступил в Новосибирский медицинский институт, однако после первого курса его призвали на срочную службу в Советскую Армию. В 1988 году он вернулся в вуз, который окончил в 1993 году. После окончания института Шалыгин непродолжительное время работал врачом, а позже занялся бизнесом.
Ещё в школьные годы Вячеслав Шалыгин делал попытки заняться литературной деятельностью, и в конце 90-х годов XX века он решил попробовать снова начать писать литературные произведения. В 1999 году вышел первый роман писателя «Экзамен для гуманоидов». В дальнейшем Вячеслав Шалыгин продолжил активную литературную деятельность. он является автором более 20 романов, большая часть которых объединены в восемь циклов произведений. Центральное место в его творчестве занимает цикл произведений «Абсолютный воин», в котором описывается возникновение в будущем на основе новейших технологий расы суперлюдей, которые заселили большинство планет и спутников Солнечной системы. В активе писателя юмористический цикл «Странствия безногого», детективно-фантастический цикл «Частный детектив Вадим Туманов», в активе писателя также и фэнтезийные произведения. Также Шалыгин является автором трёх книг по миру S.T.A.L.K.E.R.: «Обратный отсчёт», «Чёрный ангел», «Тринадцатый сектор».
В 2002 году Вячеслав Шалыгин стал членом Союза писателей России, а с 2003 года он стал членом Совета по фантастической и приключенческой литературы при Союзе писателей России.

## Работы
Цикл «Странствия безногого»
- Космос!!! (2006)
- Звезда с одним лучом (2006)
- Крейсер «Безумный» (2006)
- Принцесса помойки (2006)

Цикл «Абсолютный воин»
- Бешеный Пёс (2001)
- Глаз павлина (1999)
- Импорт правосудия (2000)
- Война за возрождение (2001)
- Взгляд сквозь солнце (2001)
- Кровь титанов (2002)
- Погоня за удачей (2001)

Цикл «Воины звёзд»
- Бессмертие наемника (2000)
- Лучшая защита (2004)
- Обаяние амфибий (2006)

Цикл «Преображенськие»
- Чёрно-белое знамя Земли (2007)
- Пятая космическая (2005)
- Железный город (2006)
- Путь с небес (2003)
- Чужое наследие (2004)

Цикл «Провокатор»
- Провокатор (2009)
- Перебежчик (2010)

Цикл «Сокол»
- Охота на сокола (2005)
- Dr. Сокол (2005)
- Миссия Сокола (2006)
- Ярость Сокола (2006)

Цикл «Частный детектив Вадим Туманов»
- Инстинкт гнева (2007)
- Формула Вечности (2009)